# Sancellemoz
Sancellemoz este un centru de reeducare situat pe Platoul Assy, în comuna Passy din departamentul Haute-Savoie, Franța. Codul său poștal este 74190 iar coordonatele sale sunt 45°56′17″N 6°42′20″E / 45.93806°N 6.70556°E.
Marie Curie a murit în sanatoriul din Sancellemoz.